# Elías David Torres
Elías David Torres (Ucacha, provincia de Córdoba, 2 de marzo de 2001) es un futbolista argentino. Juega de delantero en Racing Club de la Primera División de Argentina.

## Trayectoria
Elías llegó a los 18 años a Mar del Plata. Sus comienzos futbolísticos fueron en el Club Deportivo Atalaya de la Provincia de Córdoba, (Argentina), el mismo que formó entre otros a Julio Buffarini, Lucas Zelarayán, y por donde pasó la "Araña" Julián Álvarez, tras ser reclutado de Calchín. Pero Torres extrañaba, se quería volver desde la capital provincial a su pueblo, con los suyos. Lo convencieron y se quedó a intentarlo.
A Elías Torres le surgió una prueba futbolística, nada menos que en Boca Juniors. Y al mismo tiempo, en 2019, otra en Aldosivi. Quedó seleccionado en ambos clubes. Se incorporó para continuar fue formación al club Pablo Kratina de Córdoba,
En 2019, el coordinador de las inferiores de Aldosivi, Fabio Radaelli lo convence para fichar por Aldosivi de la ciudad de Mar del Plata.
El 3 de mayo de 2022 debuta en la Copa Argentina 2022 en el empate 1 a 1 con Colegiales donde Torres marcaría el gol de su equipo. Luego Aldosivi pasaría de fase a través de la definición de penales.
El 3 de noviembre de 2024, integrando el plantel de Aldosivi, logra el ascenso a la Primera División.
El 8 de julio de 2025 se confirma el pase del jugador a Racing Club de Avellaneda a cambio de 3.2 millones por el 80% del pase.

## Estadísticas
Actualizado al último partido disputado el 3 de noviembre de 2024.
| Aldosivi Argentina | 1.ª           | 2022          | 3  | 0  | 2 | 1 | 0 | 0  | 5  | 1  |
| Aldosivi Argentina | 2.ª           | 2023          | 18 | 0  | 0 | 0 | 0 | 0  | 18 | 0  |
| Aldosivi Argentina | 2024          | 33            | 10 | 0  | 0 | 0 | 0 | 33 | 10 |    |
| Aldosivi Argentina | 1.ª           | 2025          | 16 | 6  | 2 | 0 | 0 | 0  | 18 | 6  |
| Aldosivi Argentina | Total club    | Total club    | 70 | 16 | 4 | 1 | 0 | 0  | 74 | 17 |
| Total carrera | Total carrera | Total carrera | 70 | 16 | 4 | 1 | 0 | 0  | 74 | 17 |
| (1) La copa nacional se refiere a la Copa Argentina y Copa de la Liga Profesional. (2) La copa internacional se refiere a la Copa Sudamericana y Copa Libertadores. |               |               |    |    |   |   |   |    |    |    |

## Palmarés

### Campeonatos nacionales
| Título           | Club           | País      | Año  |
| ---------------- | -------------- | --------- | ---- |
| Primera Nacional | C. A. Aldosivi | Argentina | 2024 |